# Michail Botvinnik
Michail Mojsejevič Botvinnik (rusky Михаил Моисеевич Ботвинник, 4. srpnajul./ 17. srpna 1911greg. Kuokkala (dnes Repino) – 5. května 1995, Moskva) byl sovětský vědec, šachový velmistr, mistr světa v letech 1948 – 1957, 1958 – 1960 a 1961 – 1963. Byl také významným šachovým teoretikem a pedagogem, zabýval se i počítačovým šachem. Stal se  vlivnou osobou sovětského šachu a hlavou sovětské šachové školy.

## Život

### Rodina a mládí
Michail Mojsejevič Botvinnik  se narodil  ve městě Kuokkala ve Vyborské gubernii ve Finském velkoknížectví, které bylo součástí Ruského impéria.

Botvinnikova rodina měla kořeny v Bělorusku. Jeho otec Mojsej Botvinnik (1878–1931) byl jedním z pěti synů židovské rolnické rodiny. I Michailova matka Serafim (1879–1952) pocházela z Běloruska. Oba rodiče pracovali jako dentisté v Petrohradu, kde se seznámili. Rodina byla židovská, ale díky zaměstnání směli žít mimo Zónu osídlení. Michail Botvinnik tak společně se svým bratrem Issakem a rodiči vyrůstal v bohaté čtvrti na adrese Něvský prospekt č.p. 88. Až do revoluce v roce 1917 měli velký sedmipokojový byt, kuchaře a služku. Otec doma nedovoloval mluvit jazykem Jidiš a Michail se svým bratrem chodili do sovětské školy.

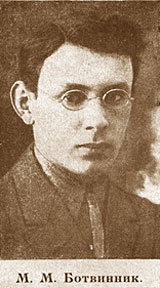
Michail Botvinnik (1927)

Po Říjnové revoluci žila v letech 1918–1919 rodina ve velice skromných podmínkách. V roce 1920 matka onemocněla a otec od rodiny odešel. Matce platil na tehdejší dobu skromné výživné 120 rublů měsíčně, do školy chodil Michail chudě oblečen. V devíti letech začal číst noviny a stal se postupně přesvědčeným komunistou.
Základy šachu se naučil až ve 12 letech, v září 1923 od bratrova přítele Leonida Baskina.  Hned na podzim začal hrát šachové turnaje – na svém prvním měl zhruba 50% úspěšnost. Začal číst šachové knihy a šachové rubriky v místních novinách. V únoru 1924 si také zahrál v simultánce proti Laskerovi, ale po 15 tazích partii opustil – musel jít domů.
V roce 1925 v simultánce porazil Capablancu.  V roce 1927 v 17 letech debutoval na Mistrovství Sovětského svazu v šachu. Skončil zde pátý a získal titul národního mistra.Určitou dobu jej také trénoval Abram Model. 

### Profesionální kariéra
Botvinnik vystudoval elektrotechniku na Petrohradské polytechnické univerzitě. V roce  1935 se oženil  s baletkou Kirovova divadla Gajané Ananovou, která byla arménského původu. O sedm let později se jim narodila dcera Olga. 
Jako vrcholový hráč v Sovětském svazu velmi populárního sportu dostával odměny a státní stipendium, kromě toho se však věnoval vědecké práci v   oblasti elektrotechniky.  Po druhé světové válce byl zaměstnán v technickém oddělení ministerstva energetiky a současně ve vědeckovýzkumném ústavu elektrické energie. Zabýval se teoriemi regulace generátorů a v roce 1952 na toto téma obhájil dizertační práci. Později získal světové uznání v oboru asynchronních generátorů, které byly v šedesátých letech zaváděny v řadě sovětských elektráren. V posledních desetiletích svého života ve vlastní laboratoři pracoval na vývoji šachového programu Pionýr založeného na počítačové simulaci lidského myšlení. Za tuto práci získal Botvinnik v roce 1991 titul Doctor honoris causa na matematické fakultě univerzity ve Ferraře .  
Soustavně se věnoval tréninku mládeže, založil školu, ve které se zdokonalovali nejtalentovanější mladí šachisté (Karpov, Kasparov, Kramnik). Jeho tréninkové metody a jeho logicko-vědecký herní styl ovlivnily celou šachovou generaci, a proto byl také nazýván patriarchou Sovětské šachové školy. 
V roce 1978 vyšla jeho autobiografie Dosáhnout cíle (К достижению цели). Napsal také několik studií s analýzou šachové hry. Mnoho jeho knih o šachu, energetice a kybernetice vyšlo v angličtině, maďarštině, dánštině, němčině, francouzštině, švédštině a dalších jazycích. Po většinu své aktivní kariéry byl také členem redakce časopisu Šachy v SSSR (Шахматы b CCCP), kde publikoval především analýzy šachových partií, zahájení, koncovek apod. 
Byl členem KSSS od roku 1940, zajímal se o politické a ekonomické záležitosti. V roce 1954 Botvinnik zaslal Ústřednímu výboru KSSS návrhy na změnu hospodářského plánu rozvoje SSSR založené na kombinaci plánovitých socialistických a tržně kapitalistických metod řízení národního hospodářství. Jeho názory byly podrobeny kritice, ale s ohledem na Botvinnikovu mezinárodní reputaci neměly vážnější důsledky. Díky vysoké společenské prestiži šachu v Sovětském svazu si vrcholoví hráči mohli dovolit poměrně nezávislé a asertivní vystupování. Botvinnik disponoval určitou imunitou při jednání s úřady a nekonformní názory mu procházely snáze než běžným sovětským občanům.  Politickou aktivitu projevil také v roce 1989 při vytváření nové Charty šachové federace SSSR.  
Botvinnik zemřel na rakovinu slinivky ve svém bytě v Moskvě ve věku 83 let. Na jeho přání se obřadu nezúčastnili oficiální hosté, urna s popelem je uložena  v kolumbáriu Novoděvičího hřbitova. 

## Šachová kariéra
V roce 1931, tedy jen ve věku 20 let, poprvé vyhrál sovětský šampionát, tehdy konaný v Moskvě, když získal 13,5 bodu ze 17. Botvinnik se však později zmínil, že turnaj podle něj nebyl silný, jelikož se jej neúčastnili ruští mistři z předrevoluční doby. Vítězství obhájil o dva roky později v Leningradu, kde získal 14 bodů z 19. 

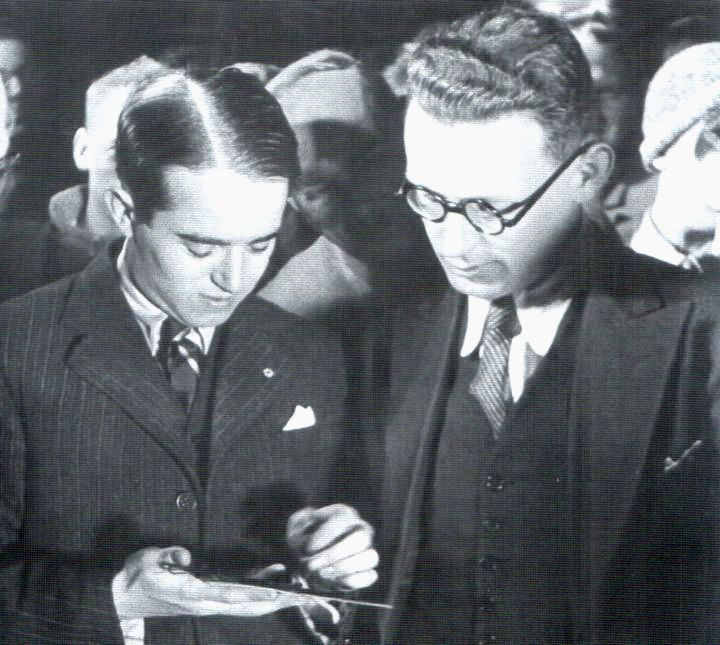
Flohr a Botvinnik (1930)

Následně remizoval v zápase proti českému mistrovi Salu Flohrovi. Poté se na přelomu let 1934–1935 zúčastnil turnaje v Hastingsu, svého prvního mimo Sovětský svaz. Skončil na děleném 5.–6. místě, když získal 5 bodů z 9. V roce 1936 vyhrál silně obsazený turnaj  v Nottinghamu, kterého  se zúčastnili prakticky všichni nejlepší světoví hráči jako Capablanca, Max Euwe, Alexandr Aljechin či Reuben Fine. Po tomto vítězství se v Sovětském svazu rozvinula šachově-ideologická kampaň, která vyvrcholila poté, co se Botvinnik stal mistrem světa. Úspěchy jednotlivce byly  prezentovány jako úspěch celého sovětského šachového hnutí a výsledky péče o lid ze strany sovětské moci a komunistické strany v čele se Stalinem.
Michail Botvinnik patřil již od 30. let 20. století mezi nejlepší světové hráče, jeho zápasu s úřadujícím mistrem  Alexandrem Alexandrovičem Aljechinem o titul mistra světa však zabránila druhá světová válka. 
Když Aljechinova smrt v roce 1946 prakticky znemožnila pokračovat v předcházející praxi bojů o titul mistra světa (obhájce titulu versus vyzyvatel), rozhodl první poválečný kongres FIDE ve švýcarském Winterthuru o konání turnaje o titul mistra světa, který se uskutečnil roku 1948 v Haagu a v Moskvě a ve kterém Botvinnik s převahou zvítězil.
| Hráč              | Botvinnik | Smyslov   | Keres     | Reshevsky | Euwe      | Body |
| ----------------- | --------- | --------- | --------- | --------- | --------- | ---- |
| Michail Botvinnik | * * * * * | ½ ½ 1 ½ ½ | 1 1 1 1 0 | 1 ½ 0 1 1 | 1 ½ 1 ½ ½ | 14   |
| Vasilij Smyslov   | ½ ½ 0 ½ ½ | * * * * * | 0 0 ½ 1 ½ | ½ ½ 1 ½ ½ | 1 1 0 1 1 | 11   |
| Paul Keres        | 0 0 0 0 1 | 1 1 ½ 0 ½ | * * * * * | 0 ½ 1 0 ½ | 1 ½ 1 1 1 | 10½  |
| Samuel Reshevsky  | 0 ½ 1 0 0 | ½ ½ 0 ½ ½ | 1 ½ 0 1 ½ | * * * * * | 1 ½ ½ 1 1 | 10½  |
| Max Euwe          | 0 ½ 0 ½ ½ | 0 0 1 0 0 | 0 ½ 0 0 0 | 0 ½ ½ 0 0 | * * * * * | 4    |

Svůj titul Botvinnik dvakrát obhájil, a to roku 1950 s Davidem Bronštejnem remízou 5:5 (=14) a roku 1954 opět remízou Vasilijem Smyslovem 7:7 (=10). Poté jej dvakrát ztratil a díky právu na odvetu zase získal zpět: roku 1957 se Smyslovem a roku 1960 s Michailem Talem. Teprve po zrušení práva na odvetu jej definitivně roku 1963 ztratil s Tigranem Petrosjanem, když prohrál poměrem 9,5:12,5 bodu. Do dalších cyklů mistrovství světa se již nepustil.
Celkem 6krát se stal sovětským šampionem, a to v letech 1931, 1933, 1939, 1944, 1945 a 1952. Byl účastníkem šesti šachových olympiád v letech 1954 až 1964. Dvakrát reprezentoval Sovětský svaz na mistrovství Evropy družstev (1961, 1965).  V Utkání století SSSR - Svět roku 1970 na osmé šachovnici porazil 1:0 (=3) Milana Matuloviće. V roce 1970 ukončil závodní šachovou kariéru.
Botvinnikovy zvláštní přednosti spočívaly v jeho vůli a především v jeho důkladné přípravě na příslušného soupeře. Vypracovával spisy o svých oponentech, ve kterých dokumentoval jejich šachové přednosti a nedostatky, analyzoval sehrané partie. Mnohé studie  byly vydány po jeho smrti knižně.  Jeho hra se vyznačovala hlubokými strategickými nápady, nečekanými taktickými údery a neustálou touhou po iniciativě.

## Ocenění a tituly
- Leninův řád (1957)
- Řád Říjnové revoluce (1981)
- Řád rudého praporu práce (1961)
- 2 řády Odznak cti (1936, 1945)
- medaile "Za pracovní vyznamenání"
- Zasloužilý mistr sportu SSSR (1945)
- Zasloužilý pracovník kultury RSFSR (1971)
- Zasloužilý pracovník vědy a techniky RSFSR (1991)